# 索特斯
索特斯，是西班牙拉里奥哈自治区的一个市镇。总面积15平方公里，总人口254人（2001年），人口密度17人/平方公里。